# Anna Christiane Gyldenløve
Anna Christiane Gyldenløve, grevinde til Samsøe (f. 1676 i København - d. 11. aug. 1689) var en dansk grevinde og illegitim datter af Kong Christian 5. og hans elskerinde Sophie Amalie Moth.
Anna Christiane fik patenter (anno 1. og 6. jan. 1679) på at føre navnet Gyldenløve.

## Biografi
Anna Christiane var trolovet af kong Christian 5. med general, overjægermester, overpræsident Christian Ditlev, lensgreve Reventlow til grevskaberne Reventlow og Christiansborg, baroniet Brahetrolleborg samt stamhuset Krenkerup (søn af storkansler Conrad, lensgreve Reventlow til grevskabet Reventlow, Clausholm, Kalø samt Futterkamp og Anna Margareta Gabel).
Anna Christiane nåede aldrig voksenalderen og døde i en alder af 13 d. 11. august 1689.